# Cyprien de Toulon
Pour les articles homonymes, voir Cyprien, Saint Cyprien et Saint-Cyprien.
Cyprien de Toulon, né vers 475 et mort le 3 octobre 546, est le quatrième évêque connu de Toulon, secrétaire de saint Césaire d’Arles, il est un des auteurs de sa biographie (Vie de Césaire d’Arles) et est devenu au Moyen Âge le saint patron de la ville de Toulon. Sa fête est célébrée en l'anniversaire de la translation de son corps qui a lieu le 3 octobre 546.

## Biographie
Cyprien de Toulon naît vers 475 dans la famille de Montolieu. Jeune, il devient disciple de saint Césaire. Vers 505, il est ordonné diacre puis prêtre en 506.
Moine de l'abbaye Saint-Victor de Marseille ; vers 514-517, il est nommé évêque de Toulon, il s'oppose fermement au courant semi-pélagien qui, dans les milieux monastiques issus de l'abbaye de Lérins, minimisait la portée du péché originel et le rôle de la grâce divine, affirmant que, par sa nature humaine et sa volonté, l'homme a aussi et en grande partie la force de réaliser l'idéal évangélique.
Il défend dans plusieurs conciles la doctrine catholique sur la grâce, soutenant que personne ne peut, par soi-même, faire le moindre progrès dans la connaissance des réalités divines s'il n’est appelé dès le début par une grâce prévenante de Dieu. Il préside le concile de Valence (529) en combattant l’hérésie arienne.